# Ylä-Siikajärvi och Valkeinen
Ylä-Siikajärvi och Valkeinen är en sjö i kommunen Kuopio (före 2017 även i dåvarande Juankoski kommun) i landskapet Norra Savolax i Finland. Sjön ligger 95,9 meter över havet. Den är 20 meter djup. Arean är 2,21 kvadratkilometer och strandlinjen är 19,08 kilometer lång.  Den  ingår i Vuoksens huvudavrinningsområde.  Sjön ligger omkring 49 kilometer nordöst om Kuopio och omkring 380 kilometer nordöst om Helsingfors. Sjön består av två delar. Den södra, Valkeinen, är långsmal, omkring tre kilometer lång och 300 meter bred, medan den norra delen, Ylä-Siikajärvi, har en diameter av omkring en kilometer och bland annat innehåller öarna Malmisaari, Kalmosaari, Riissaari, Lehtosaari, Sikosaari. Ylä-Siikajärvi och Valkeinen ligger nordväst om sjön Ala-Siikajärvi. 
I omgivningarna runt Ylä-Siikajärvi växer i huvudsak blandskog.